# ♏
♏ (Unicode U+264F) est le symbole pour la constellation du zodiaque du Scorpion.

## Tracé
Ce caractère ressemble à un M en bas-de-casse dont la dernière jambe se termine par une flèche.
Selon la variante graphique, la queue du scorpion peut pointer vers le haut, vers la droite ou vers le bas.
Ce caractère est similaire à celui de la vierge : ♍.

## Histoire et mythologie
Signe astrologique scorpion du 23 octobre au 22 novembre.
Le scorpion est l’objet de plusieurs légendes selon la mythologie grecque :
- Il s’agirait du scorpion de feu (scorpion géant) envoyé par Gaïa (ou Héra, ou bien Artémis) pour tuer le chasseur Orion. Ainsi il se trouve opposé à la constellation d'Orion, se levant en été lorsqu’Orion se couche.
- D’autres versions suggèrent qu’Apollon envoya le scorpion de feu par jalousie envers l’attention qu’Orion portait à Artémis. Il apparaît aussi durant la quête de Persée.

En alchimie, ce symbole désigne le procédé de séparation par filtration.